# 씨네포트
씨네포트(Cineport)는 KNN 부산경남방송이 제작하여 SBS와 RHGN, OBS경인TV, UHGN을 제외한 전국 각 지역 9개 민영방송에서 자체 방송했던 영화 전문 예능 프로그램이다. 부산국제영화제가 열리는 지역 특성을 살려 KNN 부산경남방송(구 PSB 부산방송)이 1999년부터 2015년까지 제작하여 방송한 최장수 프로그램이다.

## 어원
영화관을 뜻하는 Cinema와 항구, 접속처 등의 의미를 가진 port가 결합되어 Cineport라는 프로그램 명칭이 탄생하였다. 궁극적으로 영화의 접속처의 역할을 담당하여 다양한 영화를 소개한다는 의미를 담고 있다.

## 방영 정보
프로그램 개시 당초에는 원미연이 진행을 맡았고, 2000년 6월부터는 영화배우인 명계남이 프로그램의 진행을 맡았다. 이후  2002년 3월부터 영화배우인 권해효가 단독으로 진행하기 시작했고, 7월부터 탤런트 류시현이 진행자로 합류하면서 2015년까지 해당 진행 체제로 굳어졌다. 특히 이 두 진행자는 씨네포트 외에도 매년 서울독립영화제의 개막사회를 함께 담당하고 있는 것이 특징이다. 2002년부터 권해효가, 2004년부터 류시현이 사회자로 나서서 서울독립영화제의 개막사회를 진행하고 있다. 류시현이 2012년 11월 3일 방송분을 끝으로 잠시 하차하였으나, 2년만인 2014년 5월 23일 방송분으로 복귀하여 현재까지 진행을 담당하고 있다. 그리고 2015년 11월 7일 803회 끝으로 씨네포트는 막을 내린다.

## 코너
이 영화 E!현장 - 제작보고회 현장 및 다양한 영화계 소식을 전하는 코너
콜라, 팝콘 그리고 커플석 - 개봉할 영화의 트레일러를 위주로 영화를 간략하게 소개하는 코너
BOX OFFICE - 박스오피스 순위와 트위터 입소문을 통해 신작을 만나보는 코너
잘빠진 신작- 개봉할 두 편의 영화를 하이라이트 위주로 간략하게 소개하는 코너
흥!행배우 흥!신소 - 흥행배우들을 한명씩 정해 대표작을 소개하고 그 배우를 분석하는 코너
이석씨네 STORY - 고전영화 혹은 시의성 있는 영화를 김이석씨의 독특한 시선으로 평가하는 코너

## 방송 시간
한때 ubc, JTV, CJB, G1 강원민방, TJB에서 방송이 되었지만 폐지되었다.
현재 KNN 부산경남방송, TBC, kbc, JIBS, RHGN, FHGN만 방송되고 있다.
- KNN 부산경남방송  : 토요일 오전 9:30~10:30
- TBC : 월요일 저녁 6:20~7:20
- kbc : 금요일 저녁 6:30~7:20
- JIBS : 토요일 오전 10:55~12:00
- RHGN : 월요일 저녁 6:20~7:20
- FHGN : 화요일 저녁 6:20~7:20

## 같이 보기
- 접속! 무비월드 (SBS)
- 영화가 좋다 (KBS2)
- 출발! 비디오 여행 (MBC)
- 팝콘과 나초 (JTBC)
- 영화에 미치다 (RHGN)